# هنري سميث (سياسي كندي)
هنري سميث هو سياسي كندي، ولد في 15 يناير 1841، وتوفي في 23 ديسمبر 1929. انتخب عضو مجلس العموم الكندي.